# La Torre de les Maçanes
La Torre de les Maçanes (Torremanzanas på spanska) är en ort i Spanien.   Den ligger i provinsen Provincia de Alicante och regionen Valencia, i den sydöstra delen av landet, 300 km sydost om huvudstaden Madrid. Torremanzanas ligger 803 meter över havet och antalet invånare är 723.
Terrängen runt Torremanzanas är kuperad, och sluttar söderut. Runt Torremanzanas är det glesbefolkat, med 10 invånare per kvadratkilometer. Närmaste större samhälle är Alcoy, 12,0 km norr om Torremanzanas. Omgivningarna runt Torremanzanas är i huvudsak ett öppet busklandskap.